# Театр имени Джентиле да Фабриано
Театр имени Джентиле да Фабриано (итал. Teatro Gentile da Fabriano) — театр в итальянском городе Фабриано. Был впервые открыт в 1692 году под названием «Аврора» при финансовой поддержке трёх местных дворян; первое здание было построено венецианским архитектором Пьетро Мауро; нынешнее здание, завершённое в 1884 году, является третьим.

## История и описание
Театр возвышается на площади за Палаццо Комунале. Он доступен из центрального внутреннего двора резиденции городского правительства, и его нынешняя структура является результатом двух реконструкций, которые последовали за открытой в 1692 году «Авророй». Она была реализована благодаря щедрости трех местных дворян венецианским архитектором Пьетро Мауро.
В 1852 году театр был переименован в театр Камурио и передал архитектору Винченцо Гинелли из Сенигаллии. Основа осталась прежней, но театр был украшен декорациями феррарца Франческо Мильяри. Сцены и занавес с изображениями консула Квинто Камурио были работой Джироламо Доменикини. Существование театра оказалось недолгим, он был трагически разрушен пожаром в 1863 году.
В 1869 году были в третий раз начаты работы по строительству под руководством инженера Клеомене Луиджи Петрини, племянника Гинелли, который не мог выполнять их сам по состоянию здоровья. Театр был завершен уже под руководством Доменико Росси, и в 1884 году состоялась его инаугурация постановкой «Аиды». Штукатурка и позолота были сделаны Франческо Маннуччи и Франческо Батталья, а занавес и хранилище были работой Луиджи Серра и Луиджи Самоджиа. Сцена была сделана Луиджи Баццани.
Вход в театр был выполнен в неоклассическом стиле и разделен на два этажа. В нижней части находился портик с тремя арками, украшенными орденом дорических пилястр, а в верхней — лоджия, окруженная окнами и ионическими пилястрами. Фойе в театре прямоугольное, а свод зала расположен на задней стенке балконной галереи. Занавес состоит из символической картины «триумфа» Джентиле да Фабриано с эффектом задней подсветки.